# NTV
NTV är en rysk TV-kanal som startade sina sändningar i oktober 1993. Kanalen ersatte då kanalen "TV 4 Ostankino".
NTV var ursprungligen ett dotterbolag till Vladimir Gusinskijs företag Media-Most, och var en pionjär inom oberoende television i den postsovjetiska eran. I samband med parlamentsvalet 1999 och presidentvalet 2000 var NTV mycket kritiska mot Vladimir Putin, hans dåvarande parti Enhet och Andra Tjetjenienkriget. Detta ledde till kraftiga reaktioner från Putin-vänliga kretsar.
2000 började NTV och Gusinskij få stora problem med ryska myndigheter, och i januari 2001 tillkännagav statliga Gazprom (som sedan 1996 ägde 30% av NTV) att de förvärvat 46% av aktierna i NTV, vilket gav kontroll över företaget.